# Stefano Graziano
Stefano Graziano (Aversa, 13 settembre 1971) è un politico italiano. Dal 2014 al 2016 è stato presidente di partito del Partito Democratico in Campania.

## Biografia

### Origini e formazione
Laureatosi in Ingegneria per l'ambiente ed il territorio presso la Seconda Università degli Studi di Napoli, ricoprì incarichi negli organi dell'università, venendo eletto rappresentante degli studenti nel consiglio della stessa facoltà universitaria, nonché consigliere degli studenti e consigliere di amministrazione nella medesima università, e nel consiglio di amministrazione dell'ente regionale per il diritto allo studio dell'ateneo campano.
È iscritto all’Ordine degli Ingegneri di Caserta.
Inoltre, è giornalista iscritto all’Ordine dei giornalisti della Campania. Da sempre ha avuto una passione per la comunicazione e l’informazione. 

### Carriera politica
Alle elezioni politiche del 2008 viene eletto deputato della XVI Legislatura, nella circoscrizione Campania 2, per il Partito Democratico, ha fatto parte della VI Commissione Finanze e della Commissione bicamerale d'inchiesta sul ciclo dei rifiuti. Ricandidatosi alle elezioni parlamentarie PD a causa brogli non viene messo in una posizione utile e non viene rieletto. Alle elezioni politiche del 2013 è ricandidato alla Camera dei Deputati, nella circoscrizione Campania 2, nelle liste del Partito Democratico, tuttavia non viene rieletto.
Durante il governo Letta nel settembre 2013 è stato nominato consigliere per l'attuazione del programma di governo alla presidenza del consiglio dei ministri.
Alle elezioni regionali in Campania del 2015 viene eletto consigliere regionale con 14.810 preferenze nella circoscrizione di Caserta nella lista del PD collegata a candidato presidente Vincenzo De Luca. Dal 5 settembre 2018 ricopre la carica di Presidente della V commissione Sanità e sicurezza sociale del Consiglio regionale.
Alle elezioni politiche del 2018 è candidato del Partito Democratico al Senato della Repubblica, in regione Campania, come secondo in lista in una delle tre circoscrizioni, non venendo però eletto.
Nel gennaio 2019 è nominato dal Partito Democratico commissario regionale del PD calabrese.
Si ricandida alle elezioni regionali in Campania del 2020 nella lista del PD in provincia di Caserta, ma con 17.763 preferenze risulta il primo dei non eletti. Alla fine dello stesso anno viene nominato da Vincenzo De Luca presidente di una commissione per le aree interne della Campania.
Alle elezioni politiche anticipate del 2022 viene candidato per la Camera dei deputati nel collegio plurinominale Campania 2 - 01 come capolista della lista Partito Democratico - Italia Democratica e Progressista risultando eletto.

## Vita privata
È sposato